# 小詹姆斯·提普奇
愛麗絲·布拉德利·謝爾登（英語：Alice Bradley Sheldon，1915年8月24日—1987年5月19日）是一名美國科幻小說和奇幻小說作家，筆名為小詹姆斯·提普奇（James Tiptree Jr.）。直到1977年，人們才知道小詹姆斯·提普奇是一位女性。1974年至1985年，她還使用筆名拉科納·謝爾登（Raccoona Sheldon）。2012年，提普奇入選科幻小說名人堂